# Dominica en los Juegos Olímpicos
Dominica en los Juegos Olímpicos está representada por el Comité Olímpico de Dominica, creado en 1987 y reconocido por el Comité Olímpico Internacional en 1993.
Ha participado en ocho ediciones de los Juegos Olímpicos de Verano, su primera presencia tuvo lugar en Atlanta 1996. La deportista Thea LaFond logró la única medalla olímpica del país en las ediciones de verano, al obtener en París 2024 la medalla de oro en atletismo en la prueba de triple salto.
En los Juegos Olímpicos de Invierno ha participado en una ocasión, en Sochi 2014. El país no ha conseguido ninguna medalla en las ediciones de invierno.

## Medallero

### Por edición
| Evento              | Oro | Plata | Bronce | Total |
| ------------------- | --- | ----- | ------ | ----- |
| Atlanta 1996        | 0   | 0     | 0      | 0     |
| Sídney 2000         | 0   | 0     | 0      | 0     |
| Atenas 2004         | 0   | 0     | 0      | 0     |
| Pekín 2008          | 0   | 0     | 0      | 0     |
| Londres 2012        | 0   | 0     | 0      | 0     |
| Río de Janeiro 2016 | 0   | 0     | 0      | 0     |
| Tokio 2020          | 0   | 0     | 0      | 0     |
| París 2024          | 1   | 0     | 0      | 1     |
| TOTAL               | 1   | 0     | 0      | 1     |

| Evento           | Oro | Plata | Bronce | Total |
| ---------------- | --- | ----- | ------ | ----- |
| Sochi 2014       | 0   | 0     | 0      | 0     |
| Pyeongchang 2018 | –   | –     | –      | –     |
| Pekín 2022       | –   | –     | –      | –     |
| TOTAL            | 0   | 0     | 0      | 0     |

### Por deporte
Deportes de verano
| Evento    | Oro | Plata | Bronce | Total |
| --------- | --- | ----- | ------ | ----- |
| Atletismo | 1   | 0     | 0      | 1     |
| TOTAL     | 1   | 0     | 0      | 1     |